# Milne Cheetham
Sir Joshua Milne Crompton Cheetham, KCMG (* 9. Juli 1869 in Preston, Lancashire; † 6. Januar 1938) war ein britischer Diplomat, der unter anderem zwischen 1914 und 1915 kurzzeitig erster geschäftsführender Hochkommissar im Sultanat Ägypten, von 1922 bis 1924 Gesandter in der Schweiz, zwischen 1924 und 1926 Gesandter in Griechenland sowie zuletzt von 1926 bis 1928 Gesandter in Dänemark war.

## Leben
Joshua Milne Crompton Cheetham war der Sohn des Politikers Joshua Milne Cheetham, der zwischen 1892 und 1895 Mitglied des Unterhauses (House of Commons) war. Nach dem Besuch der Rossall School absolvierte er mit Unterstützung durch ein Stipendium ein Studium der Klassischen Altertumswissenschaften am Christ Church der University of Oxford. Er fand nach seinem Eintritt in den diplomatischen Dienst Verwendungen an zahlreichen Auslandsvertretungen sowie im Außenministerium (Foreign Office) und war zwischen 1907 und 1910 Legationssekretär an der Gesandtschaft in Brasilien. Im Anschluss war er zwischen 1910 und 1914 Legationsrat beim Politischen Agenten und Generalkonsul für das Khedivat Ägypten beziehungsweise von 1914 bis 1918 Legationsrat beim Hochkommissar für das Sultanat Ägypten. Er wurde 1912 für seine Verdienste Companion des Order of St Michael and St George (CMG). Während dieser Zeit fungierte er vom 19. Dezember 1914 bis zu seiner Ablösung durch Henry McMahon am 9. Januar 1915 auch kurzzeitig als erster geschäftsführender Hochkommissar im Sultanat Ägypten. Nachdem im August 1914 der Erste Weltkrieg ausgebrochen war, beauftragte Raschīd Ridā im Oktober 1914 Muhibb ad-Dīn al-Chatīb, mit den politischen Führern des Irak und von Nadschd Kontakt aufzunehmen, um deren Auffassungen über die Zukunft der arabischen Länder zu erfahren. Die Mission wurde von Milne Cheetham als Hochkommissar in Ägypten, der mit der Dezentralisierungspartei in Kontakt stand, finanziell unterstützt. Im Anschluss wurde er am 9. Januar 1915 zum Knight Commander des Order of St Michael and St George (KCMG) geadelt, so dass er fortan das Prädikat „Sir“ führte. Zuletzt war er zwischen 1918 und 1919 Gesandter am Hochkommissariat in Ägypten.
1920 fungierte Cheetham kurzzeitig als Gesandter in Peru und war als solcher zugleich in Ecuador akkreditiert. Er war zwischen 1921 und 1922 Gesandter an der Botschaft in Frankreich und löste 1922 Odo William Theophilus Russell als Gesandter in der Schweiz ab. Diesen Posten bekleidete er bis 1924 und wurde daraufhin von Rowland Arthur Charles Sperling abgelöst. Er selbst wiederum übernahm 1924 den wieder besetzten Posten als Gesandter in Griechenland und hatte diesen bis zu seiner Ablösung durch Percy Lyham Loraine 1926 inne. Zuletzt wurde er 1926 Nachfolger von Granville Leveson-Gower, 3. Earl Granville Gesandter in Dänemark und verblieb in dieser Verwendung bis 1928, woraufhin Thomas Beaumont Hohler seine dortige Nachfolge antrat.
Milne war zwei Mal verheiratet. In erster Ehe heiratete er 1907 Anastasia Murawjewa, Stieftochter des Justizministers des Russischen Kaiserreiches von 1894 bis 1905, Nikolai Walerianowitsch Murawjew. Aus dieser Ehe ging der Diplomat Nicolas Cheetham hervor, der unter anderem zwischen 1964 und 1968 Botschafter in Mexiko war. In zweiter Ehe heiratete er am 11. Juli 1923 Cynthia Charlette Seymour, deren Vater Horace Alfred Damer Seymour zwischen 1894 und seinem Tod 1902 als Deputy Master of the Mint stellvertretender Leiter der Königlichen Münzprägeanstalt (Royal Mint) war. Diese Ehe blieb kinderlos.